# Скрудалиенская волость
Скрудалиенская волость (латыш. Skrudalienas pagasts) — одна из 25 волостей Аугшдаугавского края Латвии. Административным центром волости является село Силене. Ранее центром волости было село Скрудалиена.